# The War with Grandpa
The War with Grandpa es una película de comedia familiar de 2020 dirigida por Tim Hill, a partir de un guion de Tom J. Astle y Matt Ember, basada en la novela del mismo nombre de Robert Kimmel Smith. Es protagonizada por Robert De Niro y Oakes Fegley, junto con Uma Thurman, Rob Riggle, Laura Marano, Cheech Marin, Jane Seymour y Christopher Walken.
Filmada originalmente en mayo de 2017, The War with Grandpa' se retrasó varias veces debido a la cambios en la fotografía y el cierre de The Weinstein Company, la distribuidora original. La película finalmente fue estrenada en cines en los Estados Unidos el 9 de octubre de 2020 por 101 Studios, y en el extranjero a partir de agosto de 2020 por Brookdale Studios.

## Premisa
Obligado a ceder su habitación a su abuelo (De Niro), un chico intrigante (Fegley) inventa una serie de travesuras escandalosas con sus amigos, en un intento de hacer que se mude.

## Reparto
- Robert De Niro como Ed Marino
- Oakes Fegley como Peter Decker
- Uma Thurman como Sally Decker
- Rob Riggle como Arthur Decker
- Laura Marano como Mia Decker
- Poppy Gagnon como Jenny
- Cheech Marin como Danny
- Christopher Walken como Jerry
- Jane Seymour como Diane
- Juliocesar Chavez como Billy
- Isaac Kragten como Steve
- TJ McGibbon como Emma
- Colin Ford como Russell
- Joe Gelchion como Chuck
- Faizon Love[3] como el gerente de la tienda.
- Kendrick Cross como ajustador de seguros.

## Producción
La fotografía principal de la película comenzó el 2 de mayo de 2017, en Atlanta, Georgia, donde se rodó durante seis semanas.

## Estreno
The War with Grandpa estaba inicialmente programada para ser estrenada por Dimension Films de The Weinstein Company el 21 de abril de 2017, luego se retrasó hasta el 20 de octubre de 2017 debido a los principales cambios de ubicación de las fotografías. En agosto de 2017, la película se retrasó nuevamente, esta vez hasta el 23 de febrero de 2018.
En enero de 2018, menos de un mes antes de su lanzamiento previsto, la película se retiró del calendario de estrenos. En marzo de 2018, se anunció que The Weinstein Company ya no distribuiría la película, y sus derechos fueron reclamados por los productores por $ 2.5 millones. En junio de 2020, 101 Studios adquirió los derechos de distribución de la película y la fijó para su estreno el 18 de septiembre de 2020; luego fue pospuesto al 9 de octubre. El estudio gastó aproximadamente $ 24 millones en la promoción de la película.